# سینت آنتونی (داکوتای شمالی)
سینت آنتونی (به انگلیسی: Saint Anthony) یک منطقهٔ مسکونی در ایالات متحده آمریکا است که در شهرستان مورتون، داکوتای شمالی واقع شده‌است. سینت آنتونی ۵۵۶٫۸۸ متر بالاتر از سطح دریا واقع شده‌است.